# Rectify
Rectify è una serie televisiva statunitense ideata da Ray McKinnon e trasmessa dal 22 aprile 2013 su SundanceTV.
Prima dell'inizio della terza stagione, Rectify è stato rinnovato per una quarta stagione, che si è rivelata essere l'ultima stagione e che è stata trasmessa dal 26 ottobre 2016.

## Trama
Daniel Holden viene rilasciato di prigione dopo 19 anni nel braccio della morte, dopo che vengono alla luce nuovi dettagli relativi allo stupro e all'assassinio di Hannah, ragazza di sedici anni che era fidanzata con Daniel. L'uomo fa ritorno alla sua città natale Paulie, in Georgia, dove si deve adattare alla sua nuova vita.

## Episodi
| Stagione         | Episodi | Prima TV USA | Prima TV Italia |
| ---------------- | ------- | ------------ | --------------- |
| Prima stagione   | 6       | 2013         | 2016            |
| Seconda stagione | 10      | 2014         | 2016            |
| Terza stagione   | 6       | 2015         | 2017            |
| Quarta stagione  | 8       | 2016         | 2017            |

## Personaggi

### Personaggi principali
- Daniel Holden, interpretato da Aden Young, doppiato da Simone D'Andrea.
È un uomo rilasciato dal carcere dopo 19 anni nel braccio della morte per l'accusa di aver stuprato e ucciso la sua fidanzata Hannah. Due testimoni, George e Trey, hanno testimoniato di aver visto Daniel mettere dei fiori sul cadavere di Hannah.
- Amantha Holden, interpretata da Abigail Spencer, doppiata da Gemma Donati.
È la sorella minore di Daniel, che crede fermamente nella sua innocenza.
- Janet Talbot, interpretata da J. Smith-Cameron, doppiata da Chiara Salerno.
È la madre di Daniel. Dopo la morte del marito e padre di Daniel, ha sposato Ted Talbot Sr.
- Tawney Talbot, interpretata da Adelaide Clemens, doppiata da Isabella Benassi.
È la moglie di Ted Jr., nonché cognata di Daniel e Amantha.
- Ted Talbot Jr., interpretato da Clayne Crawford, doppiato da Stefano Crescentini.
È il fratellastro di Daniel. Suo padre ha sposato la madre di Daniel dopo la morte del marito della donna e del padre di Daniel, avvenuta mentre quest'ultimo era in prigione.
- Jon Stern, interpretato da Luke Kirby, doppiato da Francesco Venditti.
È il nuovo avvocato di Daniel. Ha una relazione con la sorella di quest'ultimo.
- Ted Talbot Sr., interpretato da Bruce McKinnon, doppiato da Saverio Indrio.
È il patrigno di Daniel. Lavora in un negozio di pneumatici, che era di proprietà di defunto del padre di Daniel.
- Jared Talbot, interpretato da Jake Austin Walker, doppiato da Federico Ward.
È il giovane figlio di Ted Talbot Sr., e secondo fratellastro di Daniel.

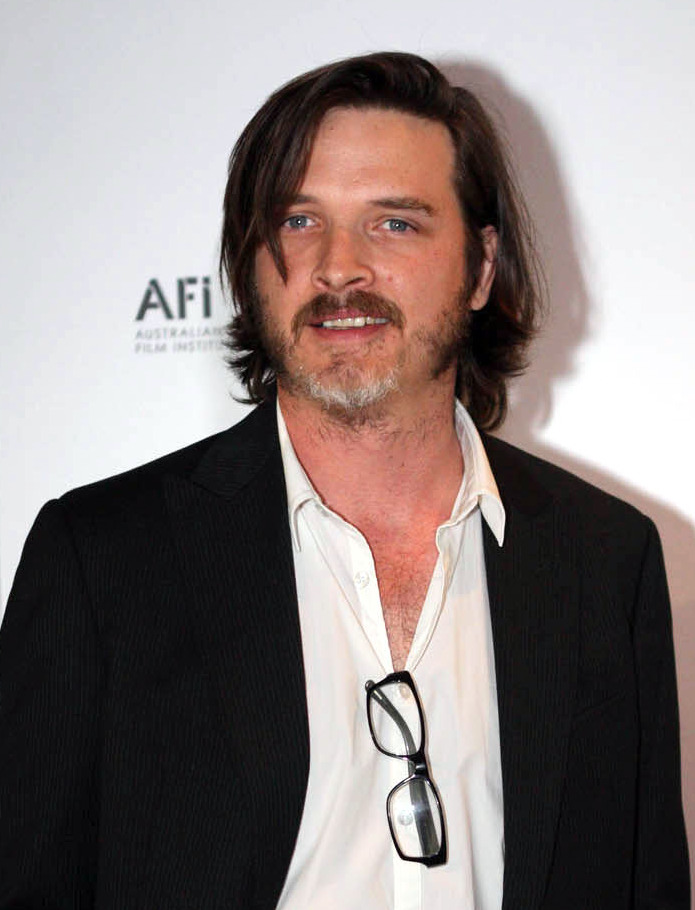
Aden Young interpreta Daniel Holden
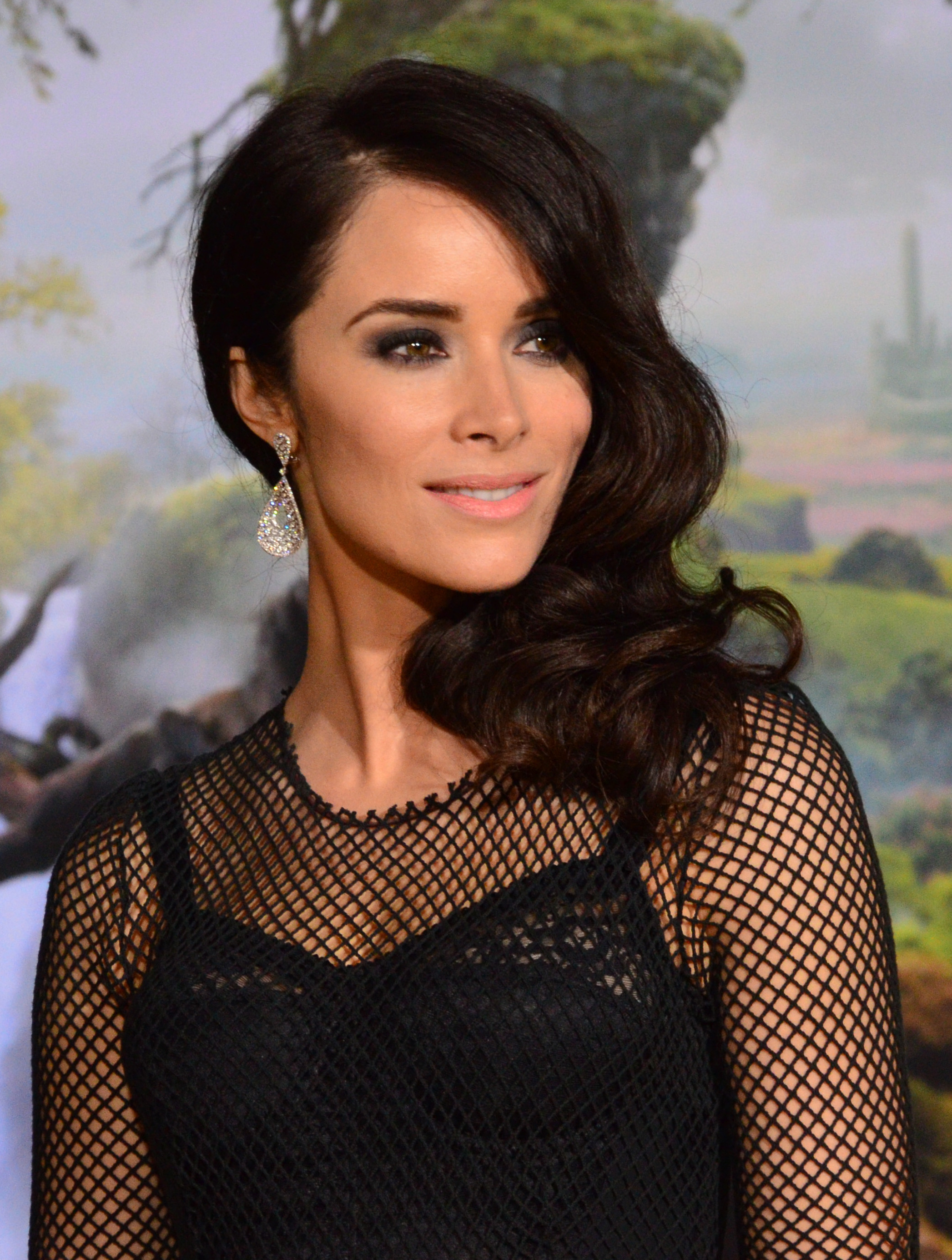
Abigail Spencer interpreta Amantha Holden
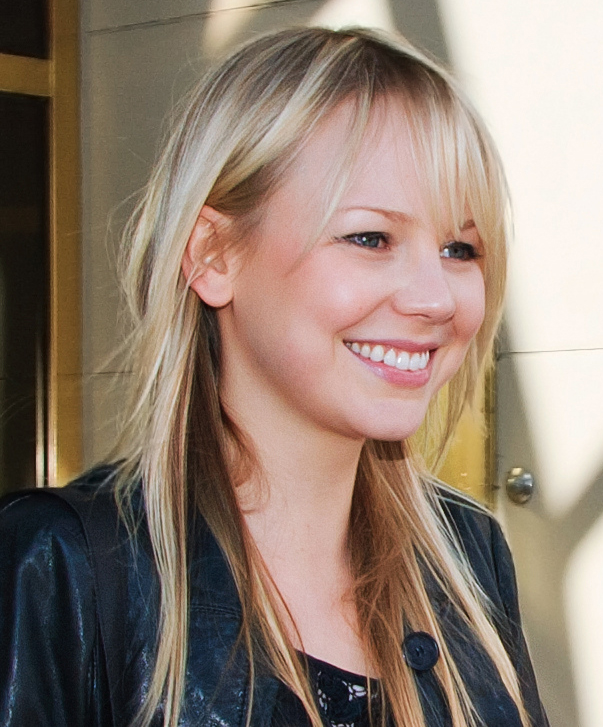
Adelaide Clemens interpreta Tawney Talbot
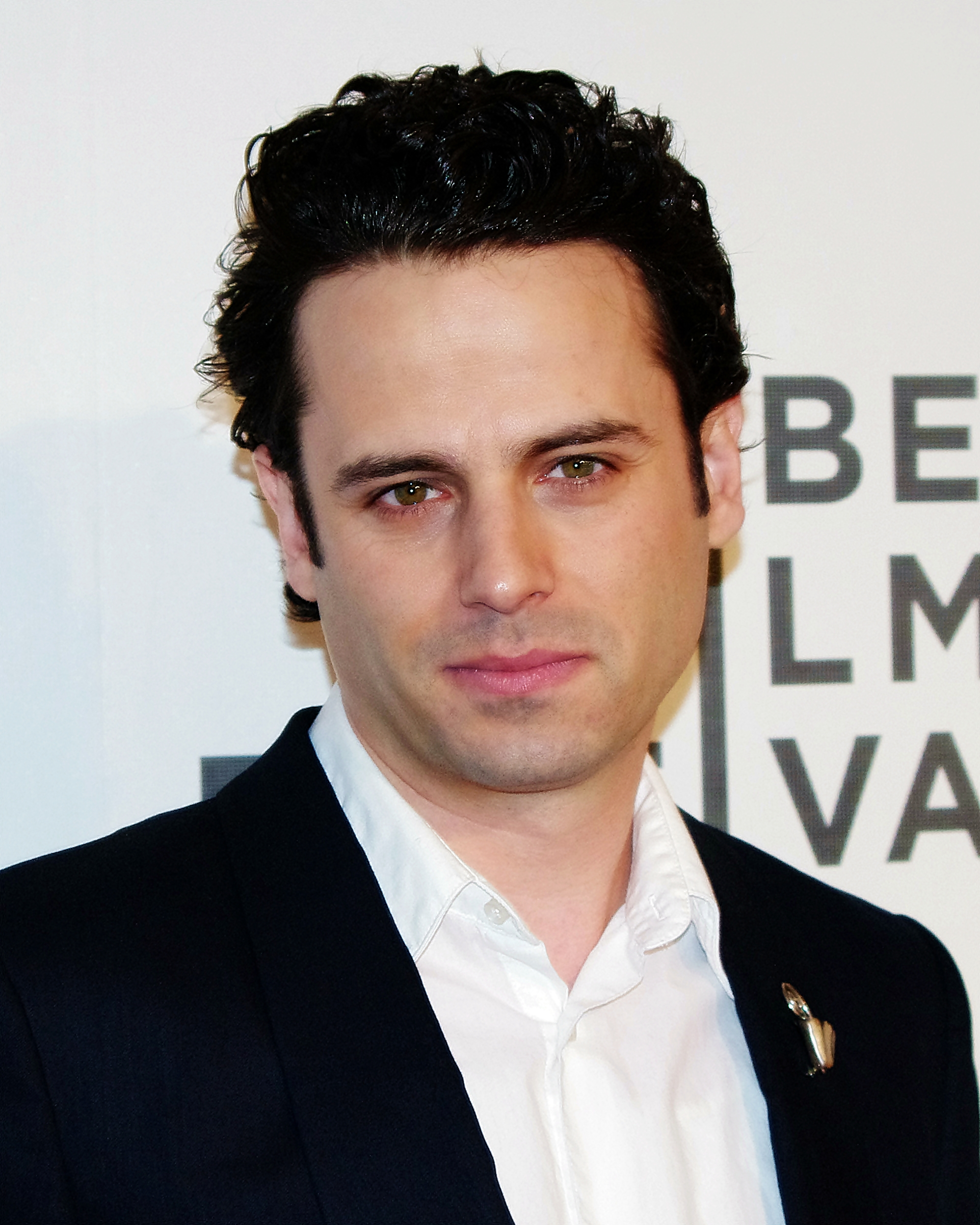
Luke Kirby interpreta Jon Stern

### Personaggi secondari
- Carl Daggett, interpretato da J. D. Evermore, doppiato da Sergio Lucchetti.
È lo sceriffo locale.
- Roland Foulkes, interpretato da Michael O'Neill, doppiato da Gino La Monica.
È un Senatore che fu il pubblico ministero che condannò Daniel.
- Trey Willis, interpretato da Sean Bridgers, doppiato da Massimiliano Plinio.
Uno dei testimoni originali del crimine di Daniel.
- Kerwin Whitman (stagione 1, guest 2, 4), interpretato da Johnny Ray Gill, doppiato da Francesco Pezzulli.
Un detenuto e amico di Daniel. Kerwin è stato giustiziato per omicidio prima del rilascio di Daniel.